# Saint-Généroux
Saint-Généroux is een gemeente in het Franse departement Deux-Sèvres (regio Nouvelle-Aquitaine) en telt 298 inwoners (2004). De plaats maakt deel uit van het arrondissement Parthenay.

## Geografie
De oppervlakte van Saint-Généroux bedraagt 20,6 km², de bevolkingsdichtheid is 14,5 inwoners per km².
De onderstaande kaart toont de ligging van Saint-Généroux met de belangrijkste infrastructuur en aangrenzende gemeenten.

## Demografie
Onderstaande figuur toont het verloop van het inwonertal (bron: INSEE-tellingen).